# Marcel J. Mélançon
Marcel J. Mélançon (né le 3 avril 1938 à Saint-Barnabé-Nord) est un philosophe, scientifique, bioéthicien et professeur québécois. Professeur tant à l'université qu'au collège de Chicoutimi à partir de 1973, Mélançon est également chercheur et oriente ses travaux vers la bioéthique, domaine en émergence au Québec et au Canada à cette époque. Pionnier dans le domaine au Canada, il y développe une certaine expertise, notamment en rédigeant plusieurs publications et dirigeant des groupes de recherche dédiés au sujet au cours de sa carrière, qui s'étend jusqu'aux années 2010.

## Biographie
Joseph Marcel Mélançon naît le 3 avril 1938 à Saint-Barnabé-Nord, en Mauricie. Issu d'une famille de cultivateurs, il est le septième de treize enfants. Il fait son éducation primaire à Saint-Barnabé-Nord et son éducation secondaire au séminaire Saint-Sacrement de Terrebonne, puis au collège Jean-de-Brébeuf de Montréal, où il termine son cours classique en 1962. Par la suite, il termine des études de maîtrise à l'Université Laval à la fin des années 1960. Il part par la suite poursuivre ses études en Europe.
En 1973, il soutient une thèse de doctorat sur la pensée d'Albert Camus à l'université de Fribourg. Éditée à plusieurs reprises depuis, ainsi que traduite en anglais, celle-ci est l'ouvrage le plus consulté de l'auteur à ce jour. Après ses études doctorales, Mélançon est engagé au collège de Chicoutimi comme enseignant en philosophie.
En 1978, l'avènement de nouvelles techniques de reproduction, dont notamment la controverse soulevée par la naissance de Louise Brown, premier bébé éprouvette, l'amènent à concentrer ses recherches sur les enjeux éthiques liés à la question. Il constate que la morale catholique, omniprésente à l'époque au Canada francophone, ne répond plus aux nouvelles normes imposées par les biotechnologies. Mélançon applique ainsi comme enseignant à l'Université de Sudbury la même année, où il remplace David J. Roy, qui a démarré deux ans auparavant le Centre de bioéthique de l'Institut de recherches cliniques de Montréal,. C'est à ce moment que Marcel Mélançon commence à publier sous l'appellation Marcel J. Mélançon, la particule J. provenant de Joseph, extraite de son acte de naissance.
En 1980, il quitte Sudbury et retourne enseigner à Chicoutimi. À la même époque, il rejoint le Groupe de recherche en éthique médicale (GREM) de la Faculté de philosophie de l'Université Laval, puis enseigne à cette faculté l'année suivante, en 1983, alors qu'il dirige le GREM. 

« En fécondation in vitro, la question éthique qui nous préoccupait dans les années 1980, c’était d’abord et avant tout celle du statut moral de l’embryon en laboratoire, même si d’autres aspects étaient pris en considération. Cela ressort du colloque que j’avais organisé au GREM et dont les actes ont été publiés en volume. »

— Marcel J. Mélançon, (Labelle 2011, p. 116)
Il assure la coordination du groupe entre 1983 et 1985,,. À ce moment, il y prône une meilleure intégration des philosophes aux enjeux bioéthiques, domaine qu'il perçoit principalement occupé par des juristes, des théologiens et des scientifiques. 

« Je disais aux philosophes : « Arrêtez de nager dans la stratosphère et descendez sur terre pour vous occuper des problèmes réels » »

— Marcel J. Mélançon, (Labelle 2011, p. 117)
Au cours de ces années, il développera également des collaborations avec divers chercheurs tels Raymond D. Lambert (d), biologiste de la reproduction, et Richard Gagné (d), médecin et généticien à l'université Laval et au CHUL. Il intègre également le comité de bioéthique du CHUL, sur lequel il siègera jusqu'en 2009.
En 1985, Mélançon quitte l'Université Laval pour travailler à plein temps à Chicoutimi. À ce moment et au cours de l'année suivante, il fonde le Groupe de recherche en génétique et éthique du Québec (Le GÉNÉTHIQ),. Le groupe se concentre d'abord sur le dépistage de maladies génétiques, particulièrement présentes dans la région. Étendant peu à peu ses activités pour couvrir l'ensemble du Québec à partir de 1990, le groupe sera actif jusqu'au début des années 2010, et terminera ses activités en 2017.
En 1986, Mélançon est cofondateur et vice-président de la Société canadienne de bioéthique, qui fusionnera avec la Société canadienne de bioéthique médicale deux ans plus tard pour former la Société canadienne de bioéthique (d) actuelle.

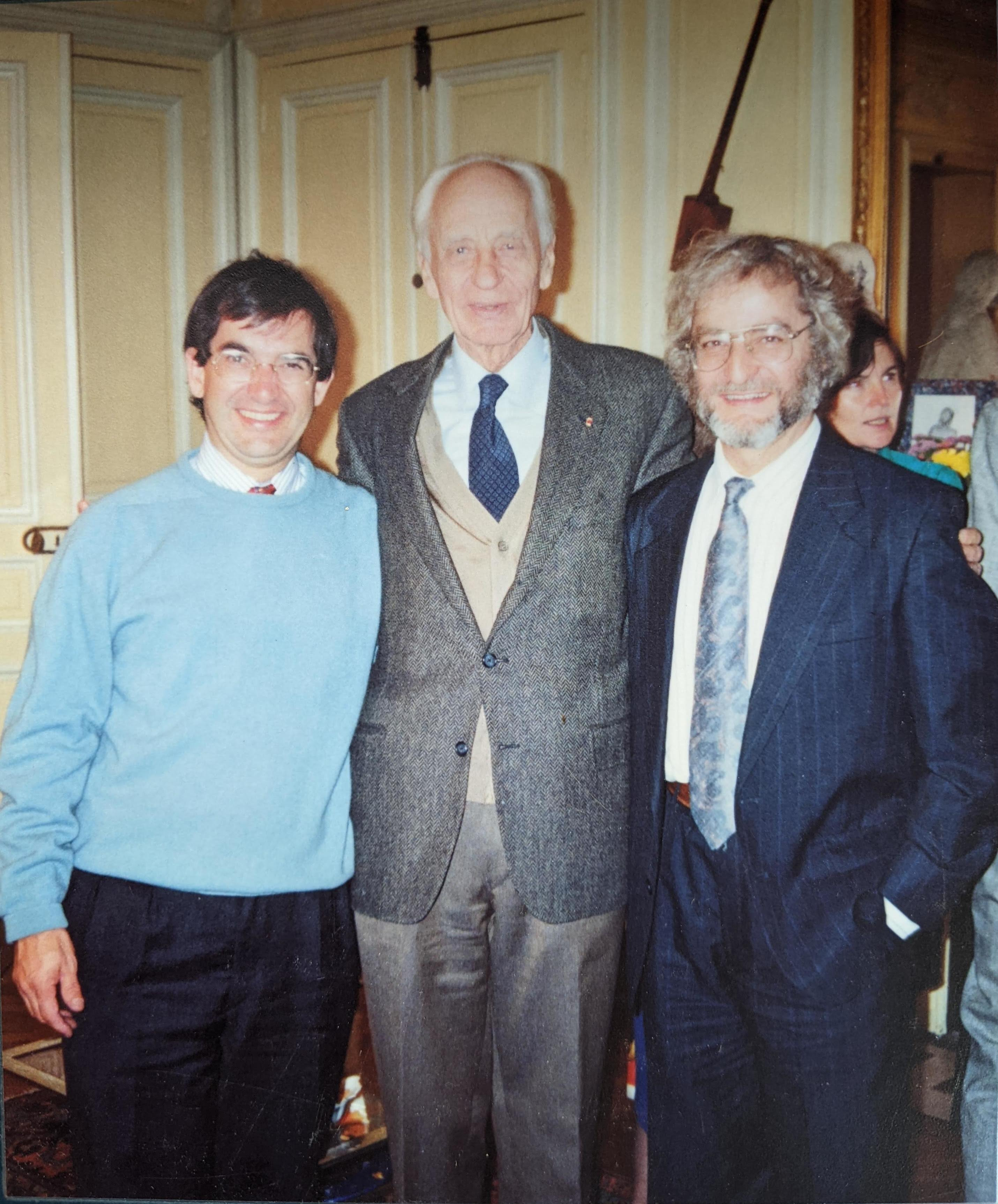
Laurent Degos, Jean Dausset et Marcel J. Mélançon en 1992.

En 1991, à la demande de Jean Dausset, Mélançon participe, avec Lambert, à la fondation de la branche québécoise du Mouvement Universel de la Responsabilité Scientifique (d) (MURS),. Dans le cadre des activités de cette organisation, Mélançon sera notamment mandaté par Dausset lui-même pour rédiger la conférence de clôture du deuxième séminaire international de bioéthique tenu en 1992 à Fukui, au Japon.
À la même époque, Mélançon réalise une maîtrise en médecine expérimentale (génétique humaine) de l'Université Laval. Son mémoire, Le Dépistage des porteurs hétérozygotes, est publié en 1994.
En 1996, à la suite des démarches de Mélançon, l'UQAC offre un programme court en bioéthique.
À la fin des années 1990, il siège sur le Conseil national de la bioéthique en recherche sur les sujets humains (CNBRH). En mars 1998, il participe à une mission économique en biotechnologies organisée par le Gouvernement du Québec à Cuba.
En 2000, il est invité à faire partie d'un groupe ad hoc de l'Institut de recherche en santé du Canada (en) afin de réaliser un code d'éthique national concernant la recherche et l'expérimentation sur les embryons humains au pays.
Au début des années 2000, Mélançon siège au Conseil national d'éthique en recherche chez l'humain (d),.

## Publications
Les publications de Marcel Mélançon concernent surtout la bioéthique en général, l'éthique médicale, la génomique et la génétique humaine en particulier.
Une partie des œuvres de Mélançon sont disponibles sur le site de la bibliothèque numérique Les Classiques des sciences sociales.
- Albert Camus. Analyse de sa pensée, 1976 (lire en ligne)

## Prix et distinctions
- 1999 : Prix de l'Association des biologistes du Québec[25].
- 1998 : Prix remis par l'Associated Medical Services.
- 1996 : (comme membre du CA de CORAMH) Prix Plourde-Gaudreault, mérite scientifique régional du SLSJ[26].
- 1992 : Prix Laure Gaudreault, mérite scientifique régional du SLSJ[27],[28].

Mélançon est membre gouverneur de la fondation de l'UQAC depuis 2023.

## Œuvres artistiques
Marcel J. Mélançon développe dès l'enfance un certain goût pour les arts plastiques. Tout au long de sa vie, il produira des œuvres dans ce domaine et aura l'occasion d'exposer celles-ci, notamment lors d'une exposition au musée régional de la Pulperie de Chicoutimi qui attirera environ 15 000 personnes de mai à août 2017.